# Флет (Аляска)
Флет (англ. Flat) — переписна місцевість (CDP) в США, в окрузі Юкон-Коюкук штату Аляска. Населення — 0 осіб (2010).

## Географія
Флет розташований за координатами 62°26′29″ пн. ш. 158°2′26″ зх. д. / 62.44139° пн. ш. 158.04056° зх. д. (62.441367, -158.040533).  За даними Бюро перепису населення США в 2010 році переписна місцевість мала площу 415,05 км², уся площа — суходіл.

### Клімат
| Клімат : Флет           | Клімат : Флет | Клімат : Флет | Клімат : Флет | Клімат : Флет | Клімат : Флет | Клімат : Флет | Клімат : Флет | Клімат : Флет | Клімат : Флет | Клімат : Флет | Клімат : Флет | Клімат : Флет | Клімат : Флет |
| Показник                | Січ.          | Лют.          | Бер.          | Квіт.         | Трав.         | Черв.         | Лип.          | Серп.         | Вер.          | Жовт.         | Лист.         | Груд.         | Рік           |
| Абсолютний максимум, °C | 11,7          | 13,9          | 15,0          | 20,6          | 29,4          | 31,1          | 30,0          | 28,9          | 23,9          | 19,4          | 13,3          | 10,6          | 31,1          |
| Середній максимум, °C   | −4,4          | −2,8          | 0,6           | 5,6           | 12,2          | 16,1          | 17,8          | 17,2          | 13,3          | 5,0           | −0,6          | −3,3          | 6,4           |
| Середній мінімум, °C    | −12,8         | −11,7         | −8,9          | −3,9          | 1,7           | 5,6           | 8,3           | 8,3           | 4,4           | −3,3          | −9,4          | −11,7         | −2,7          |
| Абсолютний мінімум, °C  | −44,4         | −41,7         | −41,1         | −28,3         | −15,6         | −2,8          | 0,6           | −3,9          | −9,4          | −24,4         | −33,3         | −38,9         | −44,4         |
| Норма опадів, мм        | 25            | 20            | 18            | 25            | 33            | 41            | 58            | 76            | 81            | 53            | 36            | 30            | 496           |
| ----------------------- | ------------- | ------------- | ------------- | ------------- | ------------- | ------------- | ------------- | ------------- | ------------- | ------------- | ------------- | ------------- | ------------- |
| Джерело: weather.com    |               |               |               |               |               |               |               |               |               |               |               |               |               |